# Antonio Cabello
Antonio Cabello Baena (Córdoba, 5 januari 1990) is een Spaans wielrenner die anno 2012 uitkomt voor Andalucía. Hij heeft nog geen professionele overwinningen behaald.

## Grote rondes
| Jaar | Ronde van Italië | Ronde van Frankrijk | Ronde van Spanje |
| ---- | ---------------- | ------------------- | ---------------- |
| 2010 |                  |                     |                  |
| 2011 |                  |                     | 165e             |
| 2012 |                  |                     |                  |